# Stora Oradtjärnen
Stora Oradtjärnen är en sjö i Mora kommun i Dalarna och ingår i Dalälvens huvudavrinningsområde. Sjön har en area på 0,102 kvadratkilometer och ligger 434,3 meter över havet. Sjön avvattnas av vattendraget Oradtjärnsbäcken.

## Delavrinningsområde
Stora Oradtjärnen ingår i det delavrinningsområde (673930-142445) som SMHI kallar för Mynnar i Mångån. Medelhöjden är 448 meter över havet och ytan är 5,16 kvadratkilometer. Det finns inga avrinningsområden uppströms utan avrinningsområdet är högsta punkten. Oradtjärnsbäcken som avvattnar avrinningsområdet har biflödesordning 3, vilket innebär att vattnet flödar genom totalt 3 vattendrag innan det når havet efter 324 kilometer. Avrinningsområdet består mestadels av skog (95 procent). Avrinningsområdet har 0,1 kvadratkilometer vattenytor vilket ger det en sjöprocent på 2 procent.